# Lincoln (Californie)
Pour les articles homonymes, voir Lincoln.
La ville de Lincoln est située dans le comté de Placer, dans l’État de Californie, aux États-Unis. Sa population s’élevait à 42 819 habitants lors du recensement de 2010, estimée à 47 978 habitants en 2018.

## Démographie
| 1880 | 1890 | 1900  | 1910  | 1920  | 1930  |
| ---- | ---- | ----- | ----- | ----- | ----- |
| 275  | 961  | 1 061 | 1 402 | 1 325 | 2 094 |

| 1940  | 1950  | 1960  | 1970  | 1980  | 1990  |
| ----- | ----- | ----- | ----- | ----- | ----- |
| 2 044 | 2 410 | 3 197 | 3 176 | 4 132 | 7 248 |

| 2000   | 2010   | - | - | - | - |
| ------ | ------ | - | - | - | - |
| 11 205 | 42 819 | - | - | - | - |

## Source de la traduction
- (en) Cet article est partiellement ou en totalité issu de l’article de Wikipédia en anglais intitulé « Lincoln, California » (voir la liste des auteurs).

1. ↑  (en) « Population and Housing Unit Estimates » (consulté le 8 juin 2019)
2. ↑  (en) « Census of Population and Housing », Census.gov (consulté le 4 juin 2015)
3. ↑  « Statistiques des États-Unis - Californie - Profils des communautés de 2010 » (consulté en novembre 2020)